# Raimundo Salles
Raimundo Taraskevicius Sales (Alfenas, 7 de setembro de 1963) é um advogado, professor universitário, administrador de empresas, contabilista e escritor filiado ao Cidadania. Foi Deputado Federal por São Paulo na 53ª legislatura. Casado e pai de 01 filho. Ingressou na Universidade Presbiteriana Mackenzie, onde se formou em direito e assumiu a vice-presidência do DCE -Diretório Central dos Estudantes da Universidade em 1985. Foi secretário Geral da UNE - União Estadual dos Estudantes. 
Fez parte do corpo diretivo da Acisa - Associação Comercial de Santo André em 2001 . Ex conselheiro estadual da OAB do Estado de São Paulo, foi presidente da Comissão de Direitos Humanos da OAB de Santo André em 2004 e presidente da Comissão de Direitos do Trabalho em 2010. 
Ex secretário de governo e comunicação de São Bernardo do Campo, ex secretário de comunicação da cidade de Mauá, ex secretário de Cultura de Santo André. 
Salles é professor universitário na cadeira de direito empresarial e comercial. Foi conselheiro da Fundação Santo André. Nestes 28 anos é sócio proprietário do escritório Salles Advogados Associados. Foi presidente do Rotary Clube Santo André Bela Vista. Foi agraciado com o título de Cidadão Honorário das cidades de Santo André, São Bernardo do Campo, Ribeirão Pires e Rio Grande da Serra.
Como escritor, tem como sua principal obra "Trabalho, Emprego e Renda" prefaciado pelo Prof. Marcos Cintra.